# Alone in the Dark (Computerspiel, 2008)
Das erstmals im Juni 2008 veröffentlichte Alone in the Dark (PS3-Fassung: Alone in the Dark: Inferno) ist der fünfte Teil der gleichnamigen Computerspielreihe und erschien für die Plattformen Windows, PlayStation 2, PlayStation 3, Xbox 360 und Wii. Entwickelt wurde das Spiel von der in Frankreich ansässigen Firma Eden Games. Es ist der erste vollständig in 3D-Grafik entwickelte Teil der Reihe. Zudem wurden einige grundlegende Gameplay-Elemente verändert, so dass der klassische Survival Horror etwas zurückweichen musste und das Spiel deutlich actionlastiger wurde.

## Handlung
New York City, 2008.
Zu Beginn wacht der Spieler benommen in der Gestalt Edward Carnbys auf, der von zwei finsteren, unbekannten Gestalten gefangen gehalten wird. Carnby hat sein Gedächtnis verloren und kann sich an nichts erinnern, weder, wie er in diese Situation gekommen ist, noch wer er selbst ist. Als ihn einer der beiden Unbekannten auf das Dach des Gebäudes schleppen will, um ihn zu exekutieren, kann Carnby entkommen. Plötzlich bricht im gesamten Gebäude das Chaos aus: Überall lodern Brände, Erdbeben bringen Teile des Hauses zum Einsturz und übernatürliche Geschöpfe streifen umher.
Auf der Flucht aus dem Hochhaus trifft der Spieler auf Sarah Flores, eine Kunsthändlerin, die er aus einem stecken gebliebenen Aufzug befreit und Theophile Paddington, einen älteren Mann, der Carnby gut zu kennen scheint. Auf Theophiles Rat hin begeben sich die Drei, nachdem sie das Gebäude verlassen konnten, zum New Yorker Central Park, wobei sie auf dem Weg dorthin feststellen müssen, dass in der ganzen Stadt eine ähnliche Abnormalität wie im eben verlassenen Hochhaus besteht.
Im Park angekommen übergibt Theophile einen mysteriösen Stein an Carnby und sagt ihm, dass er ihn in Raum 943 des städtischen Museums treffen solle. Daraufhin zückt Theophile eine Waffe und erschießt sich selbst. Fassungslos und verwirrt machen sich Carnby und Sarah nun auf den Weg durch den Central Park zum Museum, um herauszufinden, wieso das Chaos über New York hereingebrochen ist, was es mit dem mysteriösen Stein auf sich hat, inwieweit der Central Park mit der ganzen Sache zu tun hat und um Carnbys Gedächtnis wieder aufzufrischen.

## Spielprinzip
Anders als in den früheren Teilen erlebt der Spieler das Geschehen nicht mehr nur ausschließlich aus fest positionierten Kameraperspektiven. Erstmals kommt auch eine typische Third-Person-Perspektive, vor allem in Nahkämpfen, sowie eine Ego-Perspektive beim Benutzen von Distanzwaffen zum Einsatz. Dadurch erhält das Spiel einen deutlich actionbetonteren Spielverlauf. Des Weiteren ist es möglich, Autos kurzzuschließen und zu fahren, um größere Wegstrecken sowie explizite Fahrpassagen zu bewältigen.
Im Verlauf des Spiels findet der Spieler nur zwei verschiedene Pistolen. Allerdings kann er verschiedenste Gegenstände, die er praktisch überall in der Spielwelt finden kann, wie Alkoholflaschen, Heilsprays, Klebeband und ein Feuerzeug miteinander kombinieren, um so provisorische Waffen zu basteln. Beispielsweise kann man mit einem Rostschutzspray und dem Feuerzeug einen Flammenwerfer imitieren oder sich aus einer Flasche Alkohol, etwas Klebeband und einer Bandage einen an Gegnern und anderen Objekten haftenden Molotowcocktail herstellen.
Um Zugriff auf die mitgeführten Gegenstände zu erhalten und sie zu kombinieren, öffnet man auf Knopfdruck Carnbys Jacke, wobei dieser dann aus der Ego-Perspektive an sich herunter sieht. Ähnlich verläuft auch das Verarzten von Wunden, wobei man explizit die Wunde auswählen kann, die man am dringlichsten behandeln möchte.
Zudem bestehen diverse Möglichkeiten, die Spielumgebung für sich zu nutzen. Beispielsweise kann man ein Feuer, das sich auf andere brennbare Objekte ausweitet und somit z. B. eine den Weg blockierende Barrikade aus dem Weg räumt oder Gegner einkesselt, entfachen. Feuer ist zudem die einzige Möglichkeit, die meisten der übernatürlichen Wesen endgültig zu vernichten, weshalb aus einer Holzlatte eine wirkungsvolle Waffe werden kann, wenn man sie zuvor an einer Feuerquelle entzündet.
Das gesamte Spiel ist in acht Kapitel unterteilt, die jeweils einen abgeschlossenen Subplot erzählen und mit einem Cliffhanger enden, ähnlich einer Fernsehserie. Der Spieler hat zudem jederzeit die Möglichkeit, wie bei einem DVD-Film „vorzuspulen“ und Passagen zu überspringen. Eden Games erklärt diesen Schritt damit, dass jeder Spieler die Möglichkeit haben sollte, das Ende zu erreichen, auch wenn ihm eine Passage zu schwer ist.
Die einzelnen Spielabschnitte sind mal relativ linear, mal recht offen gestaltet. Gerade in den Abschnitten, in denen der Spieler im Central Park unterwegs ist, kann er diesen vergleichsweise frei erkunden.

## Entwicklung
Das Spiel wurde ursprünglich mit dem Untertitel Near Death Investigation angekündigt. Das Spiel und die Fassungen für Windows, Xbox 360 und PS3 entstanden bei Eden Games, die Portierungen für PS2 und Wii bei Hydravision. Für das Spiel kam eine Weiterentwicklung der Twilight-Engine zum Einsatz, eine Eigenentwicklung von Eden Games, die schon bei Test Drive Unlimited zum Einsatz kam. In diese wurde die Havok-Physikengine eingebunden, die es z. B. erlaubt, dass sich im Spiel Feuer realistisch auf andere brennbare Objekte ausdehnt und diese je nach Masse und Beschaffenheit unterschiedlich schnell zerstört. Nach mehrfachen Verschiebungen des Veröffentlichungstermins wurden die Arbeiten an den Versionen für Windows, Xbox 360, PS2 und Wii im Juni 2008 abgeschlossen. Die PS3-Fassung wurde wegen Problemen mit der Bildwiederholungsrate ein weiteres Mal verschoben. Diese wurde im Vergleich zu den anderen Fassungen auch in einigen Punkten verändert. Die Steuerung und die Kameraführung wurden überarbeitet, das Inventarsystem vereinfacht, zusätzliche Spielhilfen eingebaut, der Schwierigkeitsgrad an verschiedenen Stellen angepasst und eine neue Action-Sequenz eingefügt. Die Fassung des Spiels wurde als Alone in the Dark: Inferno über das PlayStation Network veröffentlicht.
Für Windows, Xbox 360 und Wii erschien eine inhaltlich identische Limited Edition, die neben dem Spiel folgende Extraausstattung beinhaltet:
- ein Artbook mit Konzeptzeichnungen,
- eine Soundtrack-CD,
- eine Making-of-DVD,
- eine Figur von Edward Carnby.

## Rezeption
Auf dem Spieleportal 4Players sah sich Jörg Luibl vom Spiel enttäuscht: „Ich habe mich auf das große Comeback eines Klassikers gefreut und wurde herbe enttäuscht.“ Der fünfte Teil biete „durchaus einige kreative Ideen und Spielmechaniken“, die wenig fesselnde Hintergrundgeschichte, eine umständliche Steuerung und Grafikfehler überwogen jedoch. Heise online und Kotaku berichteten wenige Tage nach der Spielveröffentlichung darüber, dass der Publisher Atari SA versuche rechtlich gegen verschiedene Spieltests vorzugehen. 4Players solle eine Unterlassungserklärung unterschreiben, da es beim Test „nicht mit rechten Dingen zugegangen“ sei, die Redaktion habe sich unlautere Wettbewerbsvorteile verschaffen wollen sowie eine vermeintlich illegale Testversion genutzt. 4Players erwiderte darauf, dass sie die Testversion einige Tage früher von einem Händler bekommen hätten.
Felix Schütz von der PC Games meinte, er habe „vor den Leuten von Eden Games einen irren Respekt, denn sie lösen sämtliche ihrer Versprechungen ein: das innovative Inventar, die realistischen Fahrzeuge, ein erkundbarer Park, tolle Grafik, Episodenstruktur, Feuer, Physik, kombinierbare Items und vieles mehr – alles drin, alles funktioniert. Wow! Zwei Dinge jedoch drücken schmerzlich auf die Wertung: erstens die Steuerung, die weder mit Gamepad noch mit Tastatur vernünftige Nahkämpfe erlaubt. Zweitens das Speicherpunktesystem! Zu oft war ich frustriert, zu oft habe ich am PC die Quicksave-Funktion vermisst – ein solches Top-Spiel verdient Besseres.“